# Jalesar
Jalesar är en ort i Indien.   Den ligger i distriktet Etah och delstaten Uttar Pradesh, i den norra delen av landet, 170 km sydost om huvudstaden New Delhi. Jalesar ligger 179 meter över havet och antalet invånare är 38 614.
Terrängen runt Jalesar är mycket platt. Runt Jalesar är det tätbefolkat, med 636 invånare per kvadratkilometer. Jalesar är det största samhället i trakten. Trakten runt Jalesar består till största delen av jordbruksmark.